# Cetantal
Cetantallet er et mål for dieselolies tændvillighed. Jo større tændvillighed, desto højere cetantal. Med "tændvillighed" menes et brændstofs evne til at selvantænde ved højt tryk og temperatur. Man omtaler tit også begrebet tændingsudsættelse (engelsk: "ignition delay"). Ved hurtig selvantændelse bliver tændingsudsættelsen efter en kompression med efterfølgende temperaturstigning meget kort. Ved lavt cetantal udvikles en tændingsudsættelse, som giver en jævn forbrænding med ujævn temperatur og trykstød. Dermed nedsættes motorens virkningsgrad, og den slides hårdere under kørslen. Fænomenet kaldes også dieselbankning (engelsk: "diesel knock").
Cetantallet på dieselolie bestemmes ved sammenligning med blandinger af cetan (som let selvantænder, og hvis cetantal er sat til 100) og α-metylnaftalen (som ikke selvantænder og hvis cetantal er sat til 0). En dieselolie med samme tændvillighed som en blanding med en vis volumenprocent cetan (hvor resten af volumet udgøres af alfametylnaftalen) siges at have en cetantal svarende til denne volumenprocent.
Cetantallet kan ses som svar på benzins oktantal. Brændstof med et højt cetantal, som f.eks. umættede kulbrinter, har et lavt oktantal og brændstof med højt oktantal, som f.eks. stærkt mættede kulbrinter, har et lavt cetantal. I dieselmotorer selvantændes brændstoffet ved kompression, mens i en benzinmotor hvor det antændes ved hjælp af tændrør er selvtænding ikke ønskværdigt. Når selvantænding alligevel indtræffer i en benzinmotor, kaldes det "bankning" og mange, kraftige bankninger kan ødelægge motoren.
Aromater har lave cetantal. Alkener har ofte også relativt lave cetantal. Ugrenene alkaner og cykliske alkener har høje cetantal.